# Biorafinerija
Biorafinerija je postrojenje u kojem procesima pretvorbe i prerade biomase dobivamo različite proizvode kao što su goriva, energija, toplina, materijali i kemikalije. Budući da je biomasa obnovljiva i ugljično neutralna, biorafinerije su jedno od potencijalnih rješenja koja mogu pomoći pri ublažavanju klimatskih promjena i ispunjavanju naizgled neograničene potražnje za energijom, gorivom, kemikalijama i materijalima.

## Princip rada biorafinerije
Koncept biorafinerije je analogan današnjim naftnim rafinerijama koje proizvode dobivaju iz fosilnih goriva. Proizvodnjom više proizvoda, biorafinerije koriste prednosti različitih komponenti biomase pa njihovom preradom dolazi do maksimalne iskoristivosti vrijednosti biomase. Nusproizvodi i otpad iz jednog proizvodnog procesa koriste se kao ulazni tok u drugim proizvodnim procesima ili za dobivanje energije. Na taj način, biorafinerije mogu doprinijeti načelima "društva bez otpada". Biorafinerije mogu proizvoditi od visoko vrijednih kemikalija i sirovina za farmaceutiku, do tekućih transportnih goriva kao što su biodizel i bioetanol. Uz to, biorafinerije istovremeno proizvode toplinsku i električnu energiju koristeći CHP tehnologiju (engl. co-generation or combined heat and power), za podmirenje vlastitih energetskih potreba ili za prodaju lokalnoj distribucijskoj mreži. Kruta biomasa se rascjepa i potom rafinira u biogoriva. Ima nekoliko načina da se to učini, a neki od njih su pomoću enzima koji biomasu razgrade u tekući šećer koji zatim mikroorganizmi poput kvasca fermentiraju u obnovljiva goriva, ili ekstremnom toplinom koja rascjepi biomasu, pa oduzimanjem kisika iz mješavine započne razgradnja biomase u bio-sirovo ulje koje se dalje može preraditi u biogorivo.

## Sirovine korištene u biorafineriji
Biomasa, koju čine proizvodi biljnog i životinjskog podrijetla, jest osnovna sirovina u biorafinerijama. To može biti drvna biomasa, nedrvna uzgojena biomasa (brzorastuće alge i trave), ostaci i otpaci iz poljoprivrede, životinjski otpad i ostaci te biomasa iz otpada. Najveći potencijal za biorafiniranje pokazuje lignocelulozna biomasa poljoprivrednog podrijetla, zbog svoje niske cijene, velike produkcije, dostupnosti i naravno njene obnovljivosti. Potrošnja energije proizvedene iz primarne biomase u svijetu 2015. godine je bila 3815530 TJ, a proizvodnja je dana u tablici niže.  
|                                 | Proizvodnja energije iz primarne biomase |
| ------------------------------- | ---------------------------------------- |
| Jedinica                        | GWh                                      |
| Proizvodnja električne energije | 343711                                   |
| Jedinica                        | TJ                                       |
| Proizvodnja toplinske energije  | 498795                                   |

### Klasifikacija biorafinerija po korištenim sirovinama
| Koncept                                          | Tip sirovine                                                            | Korištene tehnologije                                                                               | Faza razvoja                                      |
| ------------------------------------------------ | ----------------------------------------------------------------------- | --------------------------------------------------------------------------------------------------- | ------------------------------------------------- |
| Zelene biorafinerije (GBR)                       | vlažna biomasa: zelene trave i usjevi, poput lucerne i djeteline        | prešanje, frakcioniranje, odvajanje, probavljanje                                                   | Pilot postrojenje (i R&D)                         |
| Biorafinerije koje koriste cijeli usjev (WCBR)   | cijeli usjev (uključujući slamu), žitarice kao što su pšenica i kukuruz | suho ili vlažno mljevenje, biokemijska pretvorba                                                    | Pilot postrojenje (i Demo)                        |
| Biorafinerije s lignoceluloznom biomasom (LCFBR) | biomasa bogata lignocelulozom npr. slama, drvo                          | predtretman, kemijska i enzimska hidroliza, fermentacija, odvajanje                                 | R&D/Pilot postrojenje (EC), Demo postrojenje (US) |
| Termokemijske biorafinerije                      | svi tipovi biomase                                                      | termokemijska pretvorba, rasplinjavanje, HTU, odvajanje proizvoda, katalitička sinteza              | Pilot postrojenje (R&D i Demo)                    |
| Biorafinerije s konceptom 2 platforme            | svi tipovi biomase                                                      | kombinacija šećerne platforme (biokemijska konverzija) i synga platforme (termokemijska konverzija) | Pilot postrojenje                                 |
| Morske biorafinerije                             | morska biomasa: mikroalge i makroalge                                   | razdvajanje stanica, ekstrakcija proizvoda i odvajanje                                              | R&D (i Pilot postrojenje)                         |

## Biorafinacija
Uz pojam biorafinerije vežemo i pojam bioobrade (biorafinacije) koja obuhvaća glavne kemikalije na bioosnovi koje potencijalno mogu biti proizvedene uz sekundarne nosioce energije u integriranim biorafinerijskim postrojenjima. Biorafinacija, tj. održiva prerada biomase u cijeli niz proizvoda na bioosnovi (kemikalije, materijali) i transformacija u bioenergiju (goriva, električna energija, toplina) smatra se optimalnom strategijom za održivu pretvorbu biomase u niz produkata koji će dalje činiti osnovu buduće ekonomije na bioosnovama. Kada je riječ o biorafinerijskim sustavima na temelju biomase podrazumijeva se da se u taj sustav prenose postupci i principi koji su danas prisutni u petrokemijskoj proizvodnji. Sirova biomasa se mehanički razdvaja za daljnju kemijsku pretvorbu u druge proizvode različitim metodama koje mogu biti biotehnološke, termokemijske ili toplinske. Uz već poprilično poznatu proizvodnju različitih biogoriva, moguće je proizvesti i cijeli spektar kemikalija od kojih su neke od najznačajnijih: metanol, mravlja kiselina, metan, etilen, etil-acetat, etanol itd.

## Prednosti biorafinerija
Biorafinerije pomažu u iskorištavanju optimalnog energetskog potencijala organskog otpada i također rješavaju problem upravljanja otpadom i emisija stakleničkih plinova. Postupci predtretmana uključenih u biorafiniranje proizvode celulozu, otapala, smole, aktivni ugljen itd. koji općenito ostanu neiskorišteni u tradicionalnim procesima. Prikladnost ovog procesa je dodatno pojačana činjenicom da se mogu koristiti razni resursi biomase, bilo životinjskog ili biljnog podrijetla. 

## Budućnost biorafinerija
Koncept biorafinerija je još u ranoj fazi u većini svijeta. Problemi poput dostupnosti sirovina, izvedivosti u lancu nabave proizvoda te skalabilnost modela ometaju razvoj na komercijalnoj razini. Nacionalni laboratorij za obnovljive izvore energije (NREL) predvodi istraživanja o biorafinerijama s velikim otkrićima i izumima na putu. Premda se tehnologija još razvija, ona je ključna za optimalno iskorištavanje otpada i prirodnih resursa. Zadaća je vlada i korporativnog sektora da potiču ili financiraju istraživanja i razvoj ovog vrlo obećavajućeg polja.

### Biorafinerije u Europi
Biorafinerije u Europi su biorafinerije koje kao sirovine koriste uglavnom žitarice, cijele usjeve, zelenu biomasu, lignoceluloznu biomasu te mješavine navedenog. Većina biorafinerija se nalazi u Zapadnoj Europi (njih 23), zatim u Sjevernoj Europi (njih 8) te u Južnoj Europi (3). oko 75% biorafinerija nalazi se na unutar područja sjeverne RA, Njemačke, Danske, Belgije, Nizozemske i Velike Britanije. Tih 6 zemalja posjeduju raznolike prikladne sirovine i razvijenu petrokemijsku industriju.

### Biorafinerije u SAD-u
SAD je vodeća zemlja u promicanju razvoja biorafinerija. Američka biorafinerijska inicijativa je uspostavljena u brojnim predsjedničkim direktivama i zakonima. Postoje 4 agencije koje podupiru i daju najveći dio sredstava za istraživanje i razvoj biorafinerija: Ministarstvo energetike SAD-a (DOE), Nacionalna zaklada za znanost (NSF), Ministarstvo poljoprivrede SAD-a (USDA) te Nacionalni institut javnog zdravlja (NIH). DOE radi u partnerstvu s industrijom kako bi razvio, izgradio i upravljao integriranim biorafinerijama na različitim razinama (Pilot, Demo, komercijalne).

### Razvojni trendovi biorafinerija
Novi koncepti biorafinerija uključuju proizvodnju šireg raspona materijala i kemikalija iz bogate raznolikosti biomase. Tehnički izazovi koje treba savladati kako bi se doprinijelo boljem razvoju biorafinerija su pokrivanje prinosa sirovina, napredne tehnologije za korištenje lignina, poboljšanja enzima, tvorba mikroorganizama te prerada i logistika.
Prinos sirovine i sastav biomase: Od ključne je važnosti poboljšati prinos sirovina i sastav biomase za optimalnu konverziju. To uključuje biljnu genomiku, uzgojne programe i kemijsko inženjerstvo poželjnih osobina. Što je sirovina robusnija, to je sigurnija i ekonomičnija dostupnost sirovine tijekom godine.
Napredne tehnologije za korištenje lignina: Ligninski otpad je glavni ostatak od biogoriva, budući da lignin čini do 30% težine i 40% energetske vrijednosti biomase. Do danas se ovaj lignin iskorištavao izgaranjem kako bi se stvorila energija za biljke. Zbog svoje kemijske strukture, fenolnog hetero-polimera, može se pretvoriti u proizvode s dodanom vrijednošću, kao što su ugljikov dioksid, adhezivi, fenolna smola, aromati itd. kao korisni materijale i kemikalije u mnogim industrijama. Tehnologije za proizvodnju tih proizvoda iz lignina se istražuju, a ispitivanje je provedeno u nekim istraživačkim institucijama. Napredna poboljšanja u tim tehnologijama neizbježna su za uspjeh biorafinerijske industrije.
Poboljšanje enzima: Treba proizvesti učinkovitije i robusnije enzime, osobito za konverziju lignoceluloznog materijala iz raznih sirovina kao što su pšenična slama, riža, i drvena biomasa. Osim toga, upotreba većeg dijela biomase zahtijevat će nove postupke koji omogućuju pretvorbu materijala koja će dovesti do maksimalnog iskorištavanja njegove vrijednosti.
Tvorba mikroorganizama: Jedan od problema je potreba za razvojem tvornice mikroorganizama koji proizvode željeni proizvod s visokim prinosom i visokom produktivnošću. Nove heterogene tehnologije katalize su također potrebne za pretvaranje kemijskih međuprodukata u komercijalni proizvod.
Obrada i logistika: Druga skupina tehničkih izazova odnosi se na optimizaciju prerade sirovina i logistike. To uključuje niz različitih područja kao što je razvijanje tehnika spajanja koje omogućuju transport niske cijene sirovina niske gustoće, uspostavljanje tehnika očuvanja za kontrolu fizikalnih i kemijskih modaliteta biomase prije pretvorbe (sakupljanje, skladištenje, transport), i uspostavljanje distribucijske mreže proizvoda koji mogu koristiti postojeću infrastrukturu npr. pomoću naftovoda ili nadogradnje benzinskih postaja kako bi se omogućila distribucija većeg dijela biogoriva.

## Bakterije za biorafiniranje
Američka genetička tvrtka Glycos Biotechnologies (GlycosBio), vodeća u metaboličkom inženjeringu i tvrtka Eureka Genomics, vodeća u analizi genskih podataka, sekvencionirale su genom bakterija koje mogu povećati prinose etanola iz kukuruza i koje će poduprijeti rast biorafinerijske industrije za nove generacije goriva. Novi bakterijski soj bi mogao povećati prinose etanola za 5 - 7,5 %, uz planiranu cijenu oko 1 - 1,25 USD/gal. GlycosBio planira komercijalizirati seriju mikrobioloških sojeva koji bi proizvodili različite visoko vrijedne biokemikalije iz raznolikih sirovina poput celuloze, algi i drugih obnovljivih sirovina koje tradicionalno imaju vrlo nisku financijsku vrijednost.

## CCS(Carbon Capture and Storage) i biorafinerije
Kako bi se smanjila emisija ugljikovog dioksida u atmosferu, ugljikov dioksid iz dimnih plinova se može zarobiti u apsorpcijskom mediju te se pohraniti u posebnu posudu, gdje se pod visokim tlakom prevozi na off-shore ili on-shore skladišta. Ovo može doprinijeti budućnosti biorafinerija u vidu smanjenja emisije, ili čak negativne emisije ugljikovog dioksida.